# Anatomie eines Mordes
Anatomie eines Mordes (Originaltitel: Anatomy of a Murder) ist ein Kriminalroman des US-amerikanischen Juristen und Schriftstellers Robert Traver. Er erschien 1958 bei St. Martin’s Press in New York. Die deutschsprachige Übersetzung von Curt Meyer-Clason wurde 1959 im Ullstein-Verlag, Berlin, Frankfurt am Main und Wien, veröffentlicht und für alle seitherigen Ausgaben verwendet.

## Inhalt
Der Roman spielt in den 1950er Jahren, in einer ländlichen Region im US-Staat Michigan. Der Jurist Paul Biegler war viele Jahre als unauffälliger Staatsanwalt einer kleinen Kreisstadt am Oberen See tätig. Dann kam ein jüngerer, besser aussehender Konkurrent, Mitchell Lodwick, und gewann die nächste Wahl. Zu Bieglers verletztem Stolz und Selbstmitleid kommt nun noch hinzu, dass seine Anwaltskanzlei keine Gewinne abwirft und sein Bankkonto auf Null abgesunken ist. Da wird ihm die Verteidigung in einem Mordfall angetragen. Der Fall scheint klar: Ein Oberleutnant der amerikanischen Bundesarmee hat vor mehreren Zeugen einen Barkeeper erschossen und sich dann einem Hilfspolizisten gestellt.
Der Täter mit Namen Frederick Manion ist korrekt und kurz angebunden. Obwohl der Offizier kein Geld hat und Biegler ihn höchst unsympathisch findet, nimmt er sich, einer Eingebung folgend, dieses Falles an. Sein Freund Parnell McCarthy, ein alter heruntergekommener Säufer und verkrachter Anwalt, aber scharfsinniger Jurist, hilft ihm dabei tatkräftig. Die beiden kommen zu dem Schluss, dass die einzige Möglichkeit, dem Oberleutnant Manion zu helfen, das Plädieren auf zeitweise Unzurechnungsfähigkeit während der Tat sein kann.
Der Tathergang stellt sich wie folgt dar: Manion war vorübergehend in einen kleinen Touristenort am Oberen See abkommandiert worden. Dort lebte er mit seiner äußerst hübschen Frau in einem Wohnwagen auf einem Campingplatz am See. Um dem tristen Wohnwagenleben für einen Moment zu entfliehen, geht Laura Manion eines Abends in die Bar eines benachbarten Hotels. Der dortige Barkeeper ist ein allgemein bekannter Frauenheld, ein ausgezeichneter Schütze und auch ein gewiefter Raufbold. Zudem verträgt er ein gehöriges Quantum Alkohol. Als Laura Manion die Bar verlassen will, kann er sie überreden, dass sie sich von ihm nach Hause fahren lässt. Unterwegs vergewaltigt und verprügelt er sie. Sie entkommt und taumelt Manion, der ihre Schreie gehört hat, in die Arme. Als dieser Laura beruhigt und versorgt hat, nimmt er seine Pistole und geht in die Bar. Der Barkeeper scheint zu einer Waffe greifen zu wollen und Manion erschießt ihn.
Und so trifft Biegler vor Gericht mit seinem Konkurrenten, dem neuen Staatsanwalt Mitchell Lodwick zusammen. Dieser hat sich als Schützenhilfe den gewieften Bezirksstaatsanwalt Claude Dancer geholt. Da Lodwick gerne einen gewonnenen Fall für seine Vita hätte, versucht die Staatsanwaltschaft alles, die Vergewaltigung zu vertuschen und Laura Manion als Flittchen darzustellen, das ihren Mann hintergangen und dem braven Barkeeper den Kopf verdreht hätte, so dass die Rache ihres bekannterweise krankhaft eifersüchtigen Mannes unausbleiblich gewesen sei. Biegler kann nun auf seine langjährige Erfahrung als Staatsanwalt bauen. Er kennt alle Tricks seiner Prozessgegner und es gelingt ihm schließlich, den Barkeeper als den eigentlich Angeklagten darzustellen. Die Geschworenen können überzeugt werden, dass Manion auf Grund des großen Schmerzes vorübergehend unzurechnungsfähig war und sprechen ihn frei.
Als Biegler am nächsten Morgen auf den Campingplatz fährt, um die Finanzierung seines Honorars zu besprechen, sind die Manions längst mit unbekanntem Ziel abgereist. Aber Biegler ist nun als fähiger Rechtsanwalt überregional bekannt und sein Freund wird Partner in der Anwaltskanzlei.

## Verfilmung
- 1959 Anatomie eines Mordes (Anatomy of a Murder) – Regie: Otto Preminger, mit Lee Remick, James Stewart, Ben Gazzara